# Mistr FIDE
Mistr FIDE, někdy též FIDE mistr, zkráceně FM, je šachový titul udělovaný Mezinárodní šachovou federací (FIDE). Tento titul je nižší než titul mezinárodní mistr či mezinárodní velmistr a vyšší než titul kandidát mistra. Poprvé byl udělen roku 1978.
Titul lze získat dosažením ratingu ELO alespoň 2300 nebo splněním norem v některých mistrovských soutěžích podle pravidel pro mezinárodní tituly FIDE. Hráčům pak dosažený titul náleží doživotně.
Ačkoliv je titul mistr FIDE určen hráčům obou pohlaví, užívá se též ženská obdoba titulu mistryně FIDE, s anglickou zkratkou WFM (Woman FIDE Master). Titul lze získat splněním norem na ženských soutěžích, alternativně požadovaný rating ELO je 2100.
Stálá komise FIDE pro šachovou skladbu uděluje také analogické tituly FIDE mistr řešení, s anglickou zkratkou FMS (FIDE Master of Solving), a FIDE mistr skladby, se zkratkou FMC (FIDE Master of Composing).